# Ратуша (Вадуц)

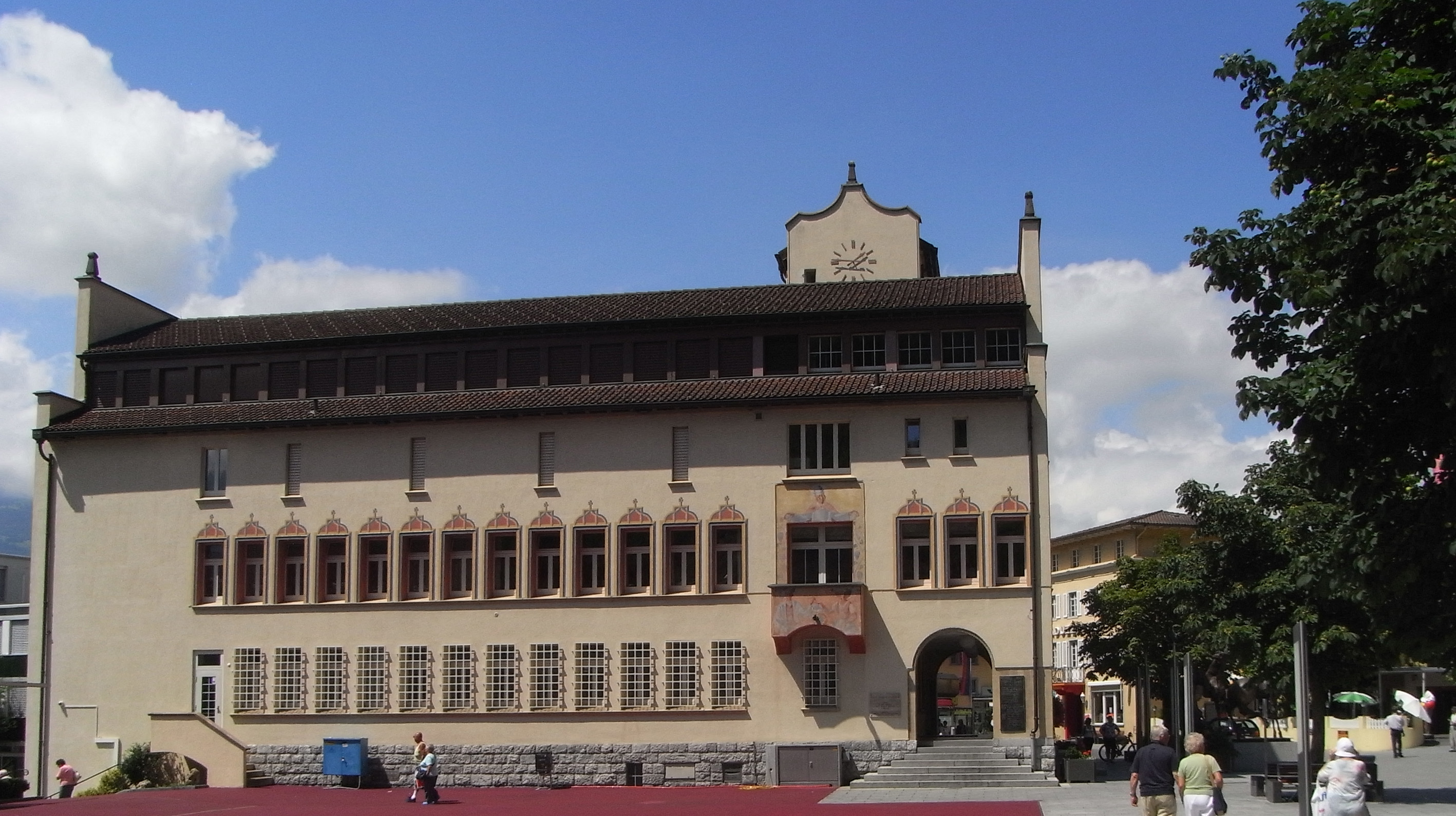
Південно-східна сторона ратуші

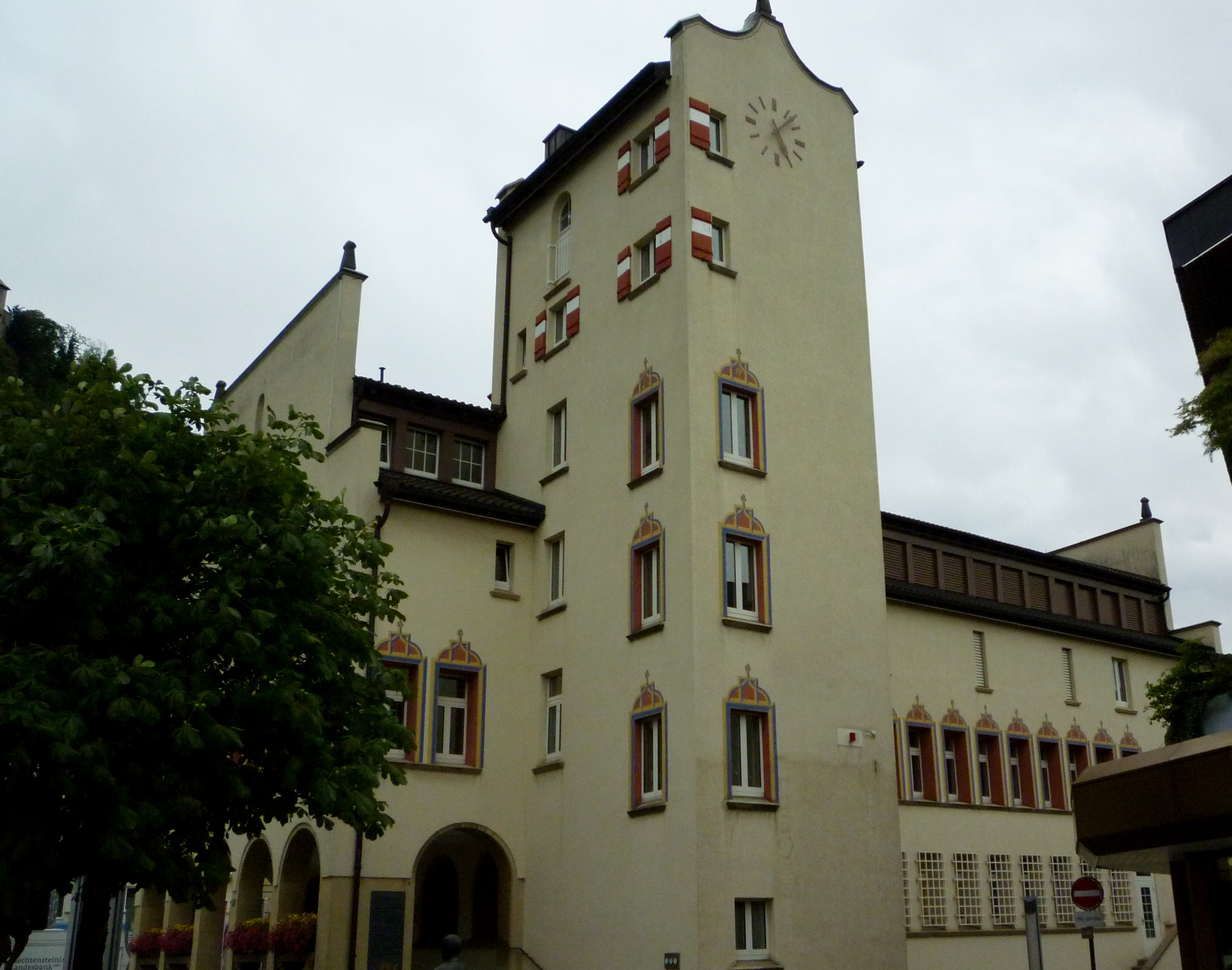
Вигляд ратуші зі сторони вежі

Ратуша Вадуцу (нім. Rathaus zu Vaduz) — будівля засідань міської та комунальної ради столиці Ліхтенштейну Вадуці.

## Історія
У 1931 році комунальна рада Вадуцу ухвалила рішення про будівництво нової будівлі ратуші. За результатами проведеного конкурсу в лютому 1932 року був прийнятий, після декількох переробок, проект ліхтенштейнського архітектора Франца Рьокле, у вересні того ж року він був затверджений комунальною радою міста.
Будівництво ратуші здійснювалося у 1932–1933 роках; 19 листопада 1933 вона була відкрита. Оскільки витрати втричі перевищили загальний річний дохід комуни, міська рада ухвалила рішення частину будівлі здавати в оренду. У 1984 році був анульований останній такий договір оренди — з Ліхтенштейнським національним банком (нім. Liechtensteinische Landesbank), що тримав тут обмінний пункт валют — з того часу будівля ратуші знаходиться повністю в розпорядженні міської комуни Вадуц.

## Архітектура
Будинок ратуші прямокутної форми з прибудованою вежею виконано і стилізований як архітектурна пам'ятка західноєвропейського Середньовіччя. Ратушу покриває високий двосхилий дах. На східній стороні ратуші знаходиться висічений з каменя герб комуни Вадуц, встановлений тут у 1983 році. Виготовлений у 1932 році, дарований комуні князем Ліхтенштейну герб був у 1980-ті роки перенесений на стіну північно-західного фасаду ратуші. Стіни залу засідань прикрашені Йозефом Зегером стилізованими зображеннями князів Ліхтенштейну з різних династій — починаючи з часів Середньовіччя. Тут також знаходяться портрети правителів князівства (починаючи з 1712 року) і бургомістрів Вадуца.
На південно-східній частині стіни будівлі, навколо балкона в 1937 році була створена фреска, що зображає святого Урбана, покровителя виноградарів і виноробів, з виноградною лозою в руках. Ця картина вказувала на величезне значення виноградарства для жителів Вадуца в минулому. Через непорозуміння, Св. Урбан на фресці зображений Папою Римським.
З південно-східного боку від ратуші розташована Ратушна площа (нім. Rathausplatz), яка повністю змінила свій вигляд після косметичних робіт у 2006 році. Так, наприклад, тепер вона викладена червоними плитами із пластику.